# Sial (géologie)
Pour les articles homonymes, voir Sial.
Le sial est le nom que l'on donnait à la couche supérieure de la croûte terrestre (de 10 à 20 kilomètres d’épaisseur) composée principalement de silice et d’alumine (ou silicate d'aluminium).
Le mot sial est formé par l'union des symboles des deux éléments chimiques silicium (Si) et aluminium (Al).
Aujourd’hui, on a plutôt tendance à appeler le sial la croûte continentale.